# Škrjanče (Mirna, Slovenija)
Škrjanče je naselje u slovenskoj Općini Mirna. Škrjanče se nalazi u pokrajini Dolenjskoj i statističkoj regiji Jugoistočnoj Sloveniji. 

## Stanovništvo
Prema popisu stanovništva iz 2002. godine naselje je imalo 28 stanovnika.